# Heterocycles
Heterocycles war eine Peer-Review-Fachzeitschrift, die seit 1973 von dem Japan Institute of Heterocyclic Chemistry herausgegeben wurde. Außerhalb von Japan wurde die Zeitschrift von Elsevier vertrieben. 
Die Zeitschrift veröffentlichte Originalartikel, Reviewartikel und Communications aus dem Bereich der Heterocyclenchemie. Hierbei wurden die Bereiche Organische Chemie, Pharmazeutische Chemie, Analytische Chemie und Medizinische Chemie behandelt. Des Weiteren wurden strukturanalytische Arbeiten zu neuentdeckten heterocyclischen Naturstoffen sowie Totalsynthesen heterocyclischer Naturstoffe publiziert.
Der Impact Factor lag im Jahr 2014 bei 1,079. Nach der Statistik des ISI Web of Knowledge wurde das Journal mit diesem Impact Factor in der Kategorie organische Chemie an 38. Stelle von 57 Zeitschriften geführt.
Das japanische Institut für Heterozyklenchemie (JIHC) gab im November 2023 das Ende des Journals bekannt. Sämtliche Artikel sind bei CLOCKSS.org gesichert, der Zugriff ist vom JIHC jedoch noch nicht freigegeben.